# 양시칠리아 왕국
양시칠리아 왕국(이탈리아어: Regno delle Due Sicilie)은 1815년부터 1861년까지 부르봉양시칠리아가의 생도 지부인 부르봉가의 통제하에 있던 왕국이었다. 이 왕국은 이탈리아 통일 이전 이탈리아에서 인구와 토지 면적으로 가장 큰 주권국으로, 시칠리아와 오늘날의 "메조죠르노"(이탈리아 남부)의 대부분의 면적을 포함하고 교황령 남쪽의 이탈리아반도 전체를 포함했다.
왕국은 시칠리아 왕국이 나폴리 왕국과 합병하면서 형성되었으며, 공식적으로는 시칠리아 왕국이라고도 불렸다. 두 왕국 모두 시칠리아라는 이름이 붙었기 때문에 통칭하여 "양시칠리아"('우트라크 시칠리아', 문자 그대로 "양시칠리아")로 알려졌으며 통일 왕국은 이 이름을 채택했다. 양시칠리아의 국왕은 1860년 주세페 가리발디에 의해 전복되었고, 다음날 백성들은 사르데냐 왕국에 합류하기 위해 국민투표에서 투표했다. 양시칠리아 왕국의 합병으로 이탈리아 통일의 1단계가 완성되었고, 1861년에 새로운 이탈리아 왕국의 선포가 이루어졌다.
양시칠리아는 다른 이탈리아 국가들처럼 농업이 심했다.

## 같이 보기
- 양시칠리아의 군주 목록
- 이탈리아 남부